# Alma (Arkansas)
Pour les articles homonymes, voir Alma.
Alma est une municipalité du comté de Crawford, dans l'État de l'Arkansas aux États-Unis.

## Démographie
| 1880 | 1890 | 1900 | 1910 | 1920 | 1930 | 1940 | 1950  |
| ---- | ---- | ---- | ---- | ---- | ---- | ---- | ----- |
| 504  | 486  | 440  | 565  | 779  | 731  | 774  | 1 228 |

| 1960  | 1970  | 1980  | 1990  | 2000  | 2010  | - | - |
| ----- | ----- | ----- | ----- | ----- | ----- | - | - |
| 1 370 | 1 613 | 2 755 | 2 959 | 4 160 | 5 419 | - | - |